# Задача про складаний метр
Задача про складаний метр — це задача комбінаторної геометрії, яку можна сформулювати так:

Чи можна ланцюжок відрізків, що не перетинаються, перетворити неперервним рухом без перетинання відрізків так, що всі вершини ланцюжка (місця з'єднання відрізків) будуть лежати на одній прямій?

Тісно пов'язана задача — показати, що будь-який простий многокутник можна перетворити до опуклого вигляду безперервним перетворенням із збереженням під час руху довжин сторін, при цьому під час руху многокутник залишається простим.
Обидві задачі були успішно розв'язані групою Коннеллі, Демейн, Роут.

## Історія
Задача, поставлена в 1970 році Сью Вайтсайдс, залишалася відкритою протягом 30 років. Попри позірну простоту, задача не має елементарного розв'язку.
Щоб зрозуміти тонкість питання, замість «складаного метра» розглянемо «шарнірний механізм, що реалізує граф-дерево». Не кожне таке дерево можна розпрямити. Так, у графа-павучка не можна розпрямити ноги, уникаючи самоперетинів і залишаючись у площині.
Цей павучок якийсь час надихав спроби математиків побудувати нерозпрямлюваний складаний метр — вони намагалися побудувати ламану, що двічі обходить контур павучка.

## Комбінаторне доведення
Після виходу роботи Коннеллі та інших Ілеана Штрейну опублікувала спрощене комбінаторне доведення, сформульоване в термінології планування рухів руки робота. Як оригінальне доведення, так і доведення за Штрейну знаходять безперервний рух, за якого ніякі дві точки не рухаються назустріч одна одній. У версії доведення Штрейну до початкової форми додаються ребра для утворення неопуклої псевдотріангуляції, видаляється одне з доданих ребер опуклої оболонки цього графа і показується, що граф, який залишився, має однопараметричне сімейство рухів, у яких відстані не зменшуються. Якщо повторно застосовувати ці рухи, зрештою, вони призведуть до стану, в якому ніякий розширювальний рух не можливий, що буває, коли ланцюжок витягується в лінійку або многокутник стає опуклим.
Штрейну і Вітлі навели застосування цього результату до математики оригамі — вони описали, як скласти будь-яке одновершинне оригамі, використовуючи тільки руху паперу без перетинів. По суті, цей процес складання є оберненою в часі версією задачі перетворення многокутника в опуклу форму, але на поверхні сфери, а не на евклідовій площині. Цей результат Паніна і Штрейну розширили на сферичні многокутники з довжиною ребра, меншою 2π.

## Узагальнення
Джон Пардон узагальнив задачу про складний метр для спрямлюваних кривих. Він показав, що будь-яка спрямлювана жорданова крива може бути зроблена опуклою без збільшення довжини і без зменшення відстані між будь-якими двома точками кривої. За це дослідження, яке він виконав, ще будучи учнем середньої школи, Пардон отримав другу премію 2007 року в змаганні Intel Science Talent Search.